# Нокс, Альфред
Сэр А́льфред Уи́льям Фортескью́ Нокс (англ. Sir Alfred William Fortescue Knox, 30 октября 1870 — 9 марта 1964) — британский генерал-майор, военный атташе Великобритании в России в годы Первой мировой войны, глава британской миссии на Востоке России во время гражданской войны.

## Биография
Родился в Ольстере.
Окончил Королевский военный колледж (1891), штабной колледж (1905). Бегло говорил по-русски.
Начал службу в Британской Индии. Затем служил в Генштабе и военном министерстве. В 1911—1918 был британским военным атташе в России. Во время Первой мировой войны 1914—1918 находился при Ставке Верховного главнокомандования русской армии. Работал в тесном сотрудничестве с британским послом в России Джорджем Бьюкененом. Был свидетелем октябрьского вооружённого восстания в Петрограде и захвата Зимнего дворца большевиками. Он считался одним из крупнейших британских специалистов по России, был прикомандирован еще к царской Ставке, а после Февральской революции установил тесные связи с корниловскими элементами, активно поддерживая их в борьбе за установление в стране военной контрреволюционной диктатуры. Несомненно, что Нокс имел задание разобраться в политической ситуации, разработать рекомендации для контрреволюционного лагеря на Дальнем Востоке и содействовать их реализации.
5 сентября 1918 года прибыл во Владивосток, откуда направился в Омск, куда прибыл в декабре, и где был назначен начальником английской военной миссии.
Ведал поступающим из Великобритании снабжением для Восточного фронта Русской армии, организовал «Учебную инструкторскую школу на Русском острове» (г. Владивосток) для подготовки офицерского состава русских войск .
В 1921 году опубликовал книгу «With the Russian Army: 1914—1917». В 1924 году был избран депутатом парламента от округа Уайкомб от Консервативной партии, победив на выборах кандидата от либералов леди Террингтон. Сохранял своё место в парламенте на перевыборах до 1945 года.

## Интересные факты
- Посол СССР в Великобритании И. М. Майский писал: «…в начале 1936 года я показывал в Лондонском посольстве наш фильм „Киевские манёвры“ перед избранной военно-политической аудиторией. Мои гости, за малыми исключениями (среди которых, между прочим, были Черчилль и недавно умерший генерал Дилл), отнеслись к этому военному нововведению крайне скептически. А на другой день в курилке парламента небезызвестный генерал Альфред Нокс суммировал общее впечатление от фильма так: „Я всегда был убеждён в том, что русские — это нация мечтателей“.»[4]

## Сочинения
- With the Russian Army 1914—1917, being chiefly extracts from the diary of a military attache. V. 1—2. L., 1921.
- Вместе с русской армией. Дневник военного атташе. 1914—1917. М.: Центрополиграф, 2014—672 с.